# Torey DeFalco
Torey DeFalco (Huntington Beach, 10 aprile 1997) è un pallavolista e giocatore di beach volley statunitense, schiacciatore dei JTEKT Stings Aichi.

## Biografia
Figlio di Torey e Gina DeFalco, entrambi ex pallavolisti, nasce ad Huntington Beach, in California. Ha sei fratelli e sorelle, tutti pallavolisti. Sono stati tutti istruiti a casa, nonostante Torey abbia giocato a pallavolo per la Huntington Beach HS. È cresciuto in Missouri, dove la sua famiglia allevava animali esotici.

## Carriera

### Pallavolo

#### Club
La carriera di Torey DeFalco inizia a livello giovanile con l'Huntington Beach; parallelamente gioca anche a livello scolastico con la Huntington Beach HS nei tornei delle scuole superiori californiane. 
Dopo il diploma gioca a livello universitario nella NCAA Division I con la CSU Long Beach dal 2016 al 2019; raggiunge ogni anno la fase nazionale del torneo, conquistando due titoli consecutivi durante gli ultimi due anni coi 49ers: impreziosisce inoltre la sua carriera universitaria con numerosi riconoscimenti individuali, tra i quali spiccano National Newcomer of the Year, due volte National Player of the Year e quattro volte All-America First Team, oltre a un premio come MVP del torneo NCAA vinto durante il suo senior year.
Nella stagione 2019-20 firma il suo primo contratto professionistico nella Superlega italiana, ingaggiato dalla Callipo di Vibo Valentia, dove gioca per un biennio, trasferendosi nella Polska Liga Siatkówki per il campionato 2021-22, difendendo i colori dell'AZS Olsztyn: resta nella massima divisione polacca anche nel campionato seguente, ma militando nell'Asseco Resovia, con il quale nell'annata 2023-24 conquista la Coppa CEV.
Nella stagione 2024-25 approda in Giappone, dove prende parte alla SV.League con i JTEKT Stings Aichi.

#### Nazionale
Fa parte della nazionale statunitense Under-19 vincitrice della medaglia d'oro al campionato nordamericano Under-19 2014, dove viene insignito dei riconoscimenti come Most Valuable Player e miglior schiacciatore.
Nel 2015 esordisce in nazionale maggiore ai XVII Giochi panamericani di Toronto, conquistando in seguito la medaglia di bronzo alla Volleyball Nations League 2018. Nel 2019 vince la medaglia d'argento al campionato nordamericano, venendo inoltre premiato come miglior schiacciatore, e quella di bronzo in Coppa del Mondo. Nel 2022 ottiene la medaglia d'argento alla Volleyball Nations League, metallo bissato anche nell'edizione successiva, aggiudicandosi in seguito l'oro al campionato nordamericano 2023 e alla Coppa del Mondo 2023.
Nel 2024 mette al collo il bronzo ai Giochi della XXXIII Olimpiade.

### Beach volley
Nel 2013 vince la medaglia di bronzo al campionato mondiale Under-19 in coppia con Lucas Yoder, mentre un anno dopo crea un nuovo tandem con Louis Richard.

## Palmarès

### Pallavolo

#### Club
- NCAA Division I: 2

2018, 2019
- Coppa CEV: 1

2023-24

#### Nazionale (competizioni minori)
- Campionato nordamericano Under-19 2014

#### Premi individuali
- 2014 - Campionato nordamericano Under-19: MVP
- 2014 - Campionato nordamericano Under-19: Miglior schiacciatore
- 2016 - National Newcomer of the Year
- 2016 - All-America First Team
- 2016 - NCAA Division I: University Park National All-Tournament Team
- 2017 - National Player of the Year
- 2017 - All-America First Team
- 2018 - All-America First Team
- 2018 - NCAA Division I: Los Angeles National All-Tournament Team
- 2019 - National Player of the Year
- 2019 - All-America First Team
- 2019 - NCAA Division I: Long Beach National MVP
- 2019 - Campionato nordamericano: Miglior schiacciatore

### Beach volley
- Campionato mondiale 2013